# Portret Niccola Machiavellego
Portret Niccola Machiavellego – portret autorstwa włoskiego malarza Santiego di Tito.
Portret powstał w połowie XVI wieku. Przedstawia historyka i dyplomatę florenckiego, jednego z najważniejszych postaci włoskiego odrodzenia Niccola Machiavellego. Jego wzrok ucieka gdzieś w bok, poza ramy obrazu; całość ma jednak dosyć spokojny nastrój. Nie jest to portret en pied, model został przedstawiony do połowy, ze skierowaną lekko w bok twarzą, tzw. en trois quarts. Gama barwna jest ograniczona. Dominują kolory ciepłe, stonowane. Przeważają w nich brązy. Mocnym akcentem obrazu jest czerwień szaty postaci. Kompozycja jest zamknięta i statyczna. Dzieło ma dosyć wyraźne kontury. Światło w obrazie jest rozproszone, pada spoza obrazu, z lewej strony. Kontrasty światła i cienia są słabe. Światłocień jest realistyczny, uwypukla kształty modela. Najjaśniejszymi punktami portretu są łagodnie oświetlona twarz oraz dłonie postaci.